# Olle Hellbom

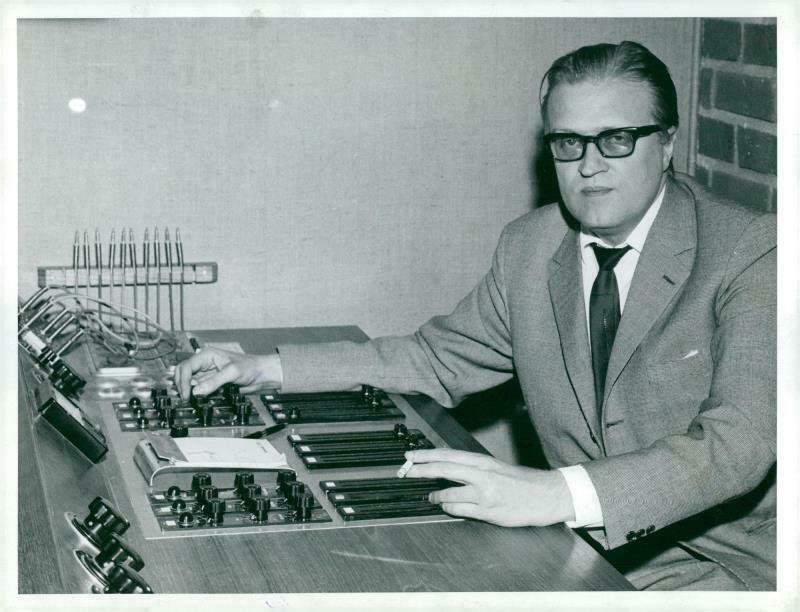
Olle Hellbom (Bild aus dem Svenska Dagbladet vom 2. April 1965, S. 16)

Olle Hellbom (Aussprache [ˌʊlːə ˈhɛlːbʊm], * 8. Oktober 1925 als Nils Olof Hellbom in Mörkö/Södertälje; † 5. Juni 1982 in Stockholm) war ein schwedischer Regisseur und Drehbuchautor, ein Spezialist für kindgerechte Unterhaltung nach literarischen Vorlagen von Astrid Lindgren, von denen er 21 verfilmte.

## Leben und Wirken
Olle Hellbom war der Sohn des Künstlers Emil Hellbom (1895–1969) und wuchs zusammen mit zwei Brüdern, darunter der Journalist Thorleif Hellbom (1924–2011), in Stockholm auf. Während seiner Kindheit litt er oft unter Krankheiten und wurde unter anderem über ein Jahr lang im Infektionskrankenhaus von Roslagstull behandelt. 1946 reiste er durch Europa, wo er etliche Filmstudios besuchte, und knüpfte Kontakte zur Filmbranche. Zwischen 1948 und 1950 arbeitete er als Werbechef der Nordisk Tonefilm. 1950 konnte er sich als Drehbuchautor etablieren. In dieser Funktion war Olle Hellbom 1951 auch am Manuskript zu Arne Mattssons Liebesfilm Sie tanzte nur einen Sommer beteiligt.
Sechs Jahre darauf gab Hellbom sein Regie-Debüt mit einer Abenteuergeschichte über den jugendlichen Hobbydetektiv Kalle Blomquist. Dieser Film entstand wie nahezu sämtliche Folgeinszenierungen nach einer Vorlage Astrid Lindgrens, mit der Hellbom eine enge Freundschaft verband. Astrid Lindgren verfasste die Drehbücher zu allen seinen Filmen.
Olle Hellbom verfilmte zwei Episoden der Serie Wir Kinder aus Bullerbü, fünf Kleinkindergeschichten unter dem Titel Ferien auf der Kräheninsel sowie drei Geschichten des Michel aus Lönneberga.
Der größte Erfolg seiner Karriere gelang ihm mit der vierteiligen Reihe um Lindgrens Pippi Langstrumpf, die von Inger Nilsson gespielt wurde. 1978 erhielt er für Die Brüder Löwenherz den schwedischen Filmpreis Guldbagge (Beste Regie) und 1982 den Preis für die Beste Regie auf dem Fantafestival in Rom. Hellbom bereitete die Verfilmung von Ronja Räubertochter vor, starb jedoch anderthalb Jahre vor Drehbeginn. Der Film wurde von Tage Danielsson vollendet.
Hellbom starb am 5. Juni 1982 im Alter von 56 Jahren an Magenkrebs und wurde auf dem Friedhof Skogskyrkogården in Stockholm beigesetzt.
Hellbom war von 1956 bis 1973 mit der Zeugenpsychologin Birgit Hellbom (1923–1993) verheiratet. Seine Tochter Tove (* 1958) spielte 1960/61 in zwei Bullerbü-Filmen als Kerstin mit und arbeitete später als Szenografin und Requisiteurin im Filmbusiness. Sein Sohn Jan (* 1956) ist Aufnahmeleiter und Regisseur.

## Filmografie (Auswahl)
- 1957: Kalle Blomquist – sein schwerster Fall (Mästerdetektiven lever farligt)
- 1959: Die Hemmungslosen (Raggare!)
- 1960: Die Kinder von Bullerbü (Fernsehserie, 13 Folgen)
- 1964: Ferien auf der Kräheninsel (Vi på Saltkråkan) (Fernsehserie, 8 Folgen)
- 1969: Pippi Langstrumpf (Fernsehserie, 13 Folgen)
- 1969: Pippi Langstrumpf (Pippi Långstrump)
- 1969: Pippi geht von Bord (Pippi går ombord)
- 1970: Pippi in Taka-Tuka-Land (Pippi Långstrump på de sju haven)
- 1970: Pippi außer Rand und Band (På rymmen med Pippi Långstrump)
- 1971: Michel aus Lönneberga (Emil i Lönneberga) (Fernsehserie, 13 Folgen)
- 1971: Immer dieser Michel 1. – Michel in der Suppenschüssel (Emil i Lönneberga)
- 1972: Immer dieser Michel 2. – Michel muß mehr Männchen machen (Nya hyss av Emil i Lönneberga)
- 1973: Immer dieser Michel 3. – Michel bringt die Welt in Ordnung (Emil och griseknoen)
- 1974: Karlsson auf dem Dach (Världens bästa Karlsson)
- 1977: Die Brüder Löwenherz (Bröderna Lejonhjärta)
- 1981: Rasmus und der Vagabund (Rasmus på luffen)